# Сомарива дел Боско
Сомарѝва дел Бо̀ско (на италиански: Sommariva del Bosco; на пиемонтски: Somariva dël Bosch, Сомарива дъл Боск) е градче и община в Северна Италия, провинция Кунео, регион Пиемонт. Разположено е на 298 m надморска височина. Населението на общината е 6426 души (към 2010 г.).